# Война за португальское наследство
Война за португальское наследство (порт. Guerra da Sucessão Portuguesa) — вооружённый конфликт, шедший с 1580 по 1583 годы между двумя основными претендентами на португальскую корону: Антониу из Крату, первоначально провозглашённым королём Португалии, и испанским королём Филиппом II, который в итоге и занял португальский трон под именем Фелипе I, объединив тем самым весь Иберийский полуостров под своей властью.

## Предыстория
Энрике был самым младшим братом короля Жуана III и поэтому считалось, что его шансы на престол ничтожны, отчего он выбрал духовную карьеру и стал кардиналом. После смерти брата, начиная с 1557 года, Энрике был регентом при своем внучатом племяннике Себастьяне I. Когда Себастьян I вместе почти со всем португальским войском 4 августа 1578 года погиб во время военной авантюры в Марокко, Энрике как последний представитель династии занял престол Португалии. Став королем, Энрике решил отказаться от духовного сана, чтобы вступить в брак с целью продолжения династии. Однако папа римский Григорий XIII, поддерживавший Габсбургов, не пожелал освободить его от клятвы католического священника, включавшей обет безбрачия (целибат). В результате Энрике умер, не оставив законного наследника. Перед своей смертью он не успел назначить регентский совет, который мог бы выбрать преемника трона, что в дальнейшем стало источником острого династического кризиса в королевстве.
После смерти Энрике появилось несколько претендентов на ставший вакантным трон Португалии: Катерина (единственный живой законный потомок короля Мануэла I), её племянник Рануччо (герцог Пармский), Филипп II (король Испании) и Антонио из Крату. В соответствии с феодальным правом, наибольшими правами обладал Рануччо, как ближайший мужской родственник Катерины, затем сама Катерина, затем Филипп (тоже потомок Мануэла — но по женской линии, через свою мать), и Антонио (внук Мануэла, но — внебрачный сын).
Так как самому Рануччо было в этот момент всего 11 лет, а его отец — Алессандро Фарнезе — был подчинённым испанского короля (другого претендента на португальский престол), то на его правах не сильно настаивали. Младшая сестра его матери — Катерина — напротив, очень настаивала на своих правах, и её позицию подкрепляла позиция её мужа Жуана I, герцога Браганса, который сам был потомком внебрачного сына короля Жуана I. Герцогиня проживала в Португалии и находилась в дееспособном возрасте, занять трон ей препятствовали лишь пол (в Португалии не было принято, чтобы страной правили женщины), а также то обстоятельство, что она была второй дочерью (то есть, с точки зрения генеалогии существовали более приоритетные претенденты).
Филипп, стремясь объединить Испанию и Португалию, попытался подкупить Жуана, чтобы тот уговорил жену отказаться от своих прав. Жуану был предложен пост вице-короля Бразилии, пост магистра Ордена Христа, право ежегодно посылать собственный корабль в Индию, а его дочь должна была выйти замуж за Диего, принца Астурийского (сына Филиппа, в то время — наследника престола). Однако герцог Браганса отказался от этих предложений.

## Боевые действия
Надежды Катерины пошли прахом, когда националисты, желавшие, чтобы Португалия осталась независимым государством, 24 июля 1580 года провозгласили в Сантарене королём Португалии и Алгарве Антонио из Крату. Однако он правил в Континентальной Португалии лишь 33 дня: 25 августа испанская армия, которой командовал герцог Альба, разбила португальцев в сражении при Алькантаре. Два дня спустя испанцы вступили в Лиссабон.
В начале 1581 года Антонио бежал во Францию, а затем, воспользовавшись тем, что испанские войска не заняли Азорские острова, отплыл туда с отрядом французских наемников, которым командовал флорентийский кондотьер Филиппо Строцци. Однако испанский флот под командованием Альваро де Басана полностью разбил португальскую флотилию в ходе сражения при Понте-Дельгада 26-27 июля, а в следующем году отвоевал острова для своего короля, полностью подавив мятеж. Антонио сумел бежать во Францию, где пребывал до конца жизни.

## Последствия
Победа испанцев на море привела к быстрому завоеванию испанцами Азорских островов, что завершило включение Португалии в состав Испанской империи. Португальские кортесы в Томаре в 1581 году признали Филиппа II королём Португалии под именем Фелипе I. Начался период, известный как «Иберийская уния».